# La Goulette
La Goulette (Arabisch: حلق الوادي, Ḥalq al-Wādī) is een havenplaats in Tunesië, ongeveer 10 kilometer ten oosten van de hoofdstad Tunis gelegen. In 2014 telde de plaats 45.711 inwoners. De stad ligt op een smalle strook land tussen de Golf van Tunis en het Meer van Tunis. Dwars door dit meer loopt een dam die Tunis met La Goulette verbindt. De plaats ligt aan de sneltramverbinding TGM, die Tunis met La Marsa verbindt.